# Henry Way Kendall
Henry Way Kendall (9 de diciembre de 1926-15 de febrero de 1999) fue un físico nuclear estadounidense,  premio Nobel de física en el año 1990.

## Biografía
Nació en Boston, su padre era Henry P. Kendall, un hombre de negocios de Boston, y Evelyn Way Kendall, originaria de Canadá. Su padre fue quien le inculcó el amor y el respeto por la vida al aire libre, especialmente la montaña y el mar. De los 14 a los 18 años, la mayor parte del periodo de la Segunda Guerra Mundial, estudió en la Academia Deerfield, una escuela preparatoria para la universidad.
En el verano de 1945 ingresó en la Academia de la Marina Mercante de Estados Unidos. Pasó el invierno de 1945-46 en un transporte de tropas en el Atlántico Norte, y regresó a la Academia para recibir formación avanzada en la primavera de 1946. Renunció en octubre de 1946 para empezar como estudiante de  de Matemáticas en el Amherst College, pero realizó una investigación de licenciatura y una tesis en Física. En 1950, a instancias de Karl Compton, amigo de la familia y entonces Presidente del Instituto de Tecnología de Massachusetts, solicité y fui aceptado en la escuela de física de esa institución, doctorándose en 1955.

## Trayectoria
Los dos años siguientes a la obtención del doctorado los pasó como becario posdoctoral de la National Science Foundation en el MIT y en el Laboratorio Nacional de Brookhaven, seguido de un viaje al oeste para unirse al grupo de investigación de Robert Hofstadter y al profesorado del departamento de física de la Universidad de Stanford. Tras cinco años en Stanford, volvió al MIT como miembro de la facultad y restableció su colaboración con Friedman, que se había trasladado al MIT un año antes, y Taylor, que era jefe de grupo en el Centro del Acelerador Lineal de Stanford (SLAC).
Entre 1967 y 1973, trabajó junto a sus colegas Jerome Isaac Friedman y Richard Edward Taylor, en los estudios sobre la constitución esencial de la materia, y juntos realizaron experimentos en el Centro Acelerador de Partículas de Stanford, que les permitieron demostrar que el protón y el neutrón no son partículas compactas, sino que contienen en su interior espacios vacíos y núcleos duros, que se han identificado con los quarks, confirmando la teoría de M. Gell-Mann y George Zweig.
Recibió el Premio Nobel de Física en 1990 junto con Jerome Isaac Friedman y Richard Edward Taylor "por sus estudios pioneros concernientes a la demostración de la existencia del modelo de los quarks en la física de partículas."
Kendall no fue solamente un consumado físico, también fue un escalador de montañas y fotógrafo. Fue asesor de diversos gobiernos y uno de los miembros fundadores de la Union of Concerned Scientists (UCS). Estuvo particularmente interesado en los problemas de la energía y la proliferación nuclear.
Murió durante un viaje de submarinismo con la National Geographic Society en Wakulla Springs, Florida mientras fotografiaba una caída de agua en una cueva.